# Servio Cornelio Lentulo (console 303 a.C.)
Servio Cornelio Lentulo (fl. IV secolo a.C.) è stato un politico romano.

## Biografia
Fu eletto console nel 303 a.C., con il collega Lucio Genucio Aventinense.
Durante il consolato, come conseguenza della fine della Seconda guerra sannitica terminata l'anno precedente, 6.000 uomini vennero inviati ad Alba Fucens, nel territorio degli Equi, e 4.000 a Sora, strappata ai Sanniti, per fondare delle colonie romane.